# Lista över järnvägsstationer i Paris

Huvudstationernas placering i Paris.

Visualisering över fjärrtågens destinationer från huvudstationerna i Paris.

## Huvudstationer för persontrafik i bruk
- Paris Austerlitz järnvägsstation
- Paris Est järnvägsstation
- Paris Lyon järnvägsstation
- Paris Montparnasse järnvägsstation
- Paris Nord järnvägsstation
- Paris Saint Lazare järnvägsstation

## Nedlagda huvudstationer för persontrafik
- Paris Invalides järnvägsstation (nedlagd)
- Paris Musée d'Orsay järnvägsstation (nedlagd)
- Vincennes järnvägsstation (nedlagd)

## Rangerbangårder
- Villeneuve-Saint Georges
- Le Bourget